# Nikolai Ghiaurov
Nikolai Ghiaurov (în bulgară Николай Гяуров, n. 13 septembrie 1929, Lădjene, Pazardjik, Bulgaria – d. 2 iunie 2004, Modena, Italia) a fost un cântăreț de operă bulgar, unul dintre cei mai faimoși bași din perioada postbelică. A fost admirat pentru vocea sa puternică, grandioasă, fiind asociat în special cu repertoriul verdian. Ghiaurov s-a căsătorit cu soprana Mirella Freni în anul 1978. Cei doi au cântat deseori împreună. Au locuit la Modena până la moartea lui Ghiaurov, survenită în anul 2004 datorită unui atac de inimă.

## Biografie
Ghiaurov s-a născut în Velingrad, un mic sat de munte din sudul Bulgariei. În copilăria a învățat să cânte la vioară, trombon și clarinet. Și-a început studiile muzicale la Conservatorul de Stat Bulgar în 1949 cu Prof. Hristo Brambarov, un mare bariton și profesor de canto la Sofia. Între anii 1950-1955, Ghiaurov a studiat la Conservatorul din Moscova.
Cariera lui Ghiaurov a început în 1955, când a câștigat Marele Premiu la Concursul Internațional de Canto de la Paris și Premiul Întâi și medalia de aur la Al Cincelea Festival Mondial al Tinerilor de la Praga. Ghiaurov a debutat pe scenă în 1955 în rolul Don Basilio din Bărbierul din Sevilia de Rossini la Sofia. A debutat în Italia în anul 1957 la Teatrul Comunal din Bologna, înainte de a începe cariera internațională prin întruchiparea lui Varlaam din opera Boris Godunov la Scala din Milano în 1959. În anul 1962 Ghiaurov a debutat la Covent Garden în rolul Padre Guardiano din Forța destinului de Verdi, în același an debutând la Salzburg în "Requiem-ul" de Verdi, dirijat de Herbert von Karajan.
Ghiaurov a împărțit scena cu Mirella Freni pentru prima oară în 1961 la Genova. Ea a fost Margareta iar el diavolul în Faust. Căsătorindu-se în anul 1978, s-au stabilit la Modena, orașul ei natal. În Statele Unite el a debutat în 1963 la Opera Lirică din Chicago în Faust de Gounod, cântând încă 12 roluri împreună cu compania de opera, printre care rolurile titulare din Boris Godunov, Don Quichotte, și Mefistofele.
Ghiaurov a debutat la Metropolitan Opera pe 8 noiembrie 1965 în rolul Mefistofele. În total Ghiaurov a cântat 10 roluri în 81 de spectacole la Met, ultima dată apărând pe 26 octombrie 1996 în rolul Sparafucile din Rigoletto. Pe parcursul carierei sale, a cântat la Balșoi din Moscova, Opera de Stat din Viena, Covent Garden și Opera din Paris.
Spre sfârșitul anilor '70 Ghiaurov a cântat rolul titular Don Quichotte (Don Quixote) din opera cu același nume de Massenet în prima înregistrare integrală.
Ghiaurov a cântat fară întrerupere pe cele mai mari scene ale lumii aproape cincizeci de ani, până la moartea sa survenită în 2004 la vârsta de 74 de ani. Ultimul rol pe care l-a cântat a fost Don Basilio, în ianuarie 2004, același rol cu care și-a început cariera în operă. A fost un mare iubitor de pescuit, fotbal și înregistrari vechi de operă. Din prima căsătorie a avut doi copii: pe dirijorul Vladimir Ghiaurov și pe actrița Elena Ghiaurov.
Principalele roluri care i-au adus succesul publicului au fost: Mefistofele (Mefistofele), Filip al II-lea (Don Carlo), Boris Godunov (Boris Godunov), Mefisto (Faust), Don Quichotte (Don Quichotte), Attila (Attila), Fiesco (Simon Boccanegra), Silva (Ernani), Procida (I Vespri Siciliani), Don Basilio (Bărbierul din Sevilia), Don Giovanni (Don Giovanni), Prințul Khovanshchy (Khovanshchina) și Prințul Gremin (Evgheni Oneghin). Acestea și multe alte roluri le-a înregistrat fie live fie în studio, unele dintre ele de mai multe ori.